# Blue Turns to Grey
Blue Turns to Grey är en låt skriven av Mick Jagger och Keith Richards (båda medlemmar i The Rolling Stones). Sången släpptes först i februari 1965 av två grupper, Dick and Dee Dee och The Mighty Avengers. Låten utgavs även senare samma år med The Rolling Stones på albumet December's Children (And Everybody's) och har även spelats in med Cliff Richards och The Shadows år 1966.